# Platja del Cau de sa Guineu
La platja del Cau de sa Guineu, o platja de sa Guineu, és una petita platja del municipi de Cadaqués (Alt Empordà) situada a la badia de Portlligat, entre la platja de Sant Antoni i la punta de Portlligat. Orientada al sud, té una longitud de 9 m i una amplada de 5 m, formada per sorra, còdols i blocs. S'hi accedeix per unes estretes i vertiginoses escales d'obra.
El nom prové d'una cova que hi ha al penya-segat sobre la platja.
El 2014 una turista francesa va morir a la platja en caure-li una roca al cap. Costes va tancar l'accés a la platja per tal d'arranjar els 300 m de camí.
Propera a la platja hi ha la Casa Baccheli, inclosa en l'Inventari del Patrimoni Arquitectònic de Catalunya.